# Wojtyszki
Wojtyszki [pronunciación en polaco: /vɔi̯ˈtɨʂki/] es un pueblo ubicado en el distrito administrativo de Gmina Brąszewice, dentro del Distrito de Sieradz, Voivodato de Łódź, en Polonia central. Se encuentra aproximadamente a 3 kilómetros al noreste de Brąszewice, a 22 kilómettros al suroeste de Sieradz, y a 75 kilómetros al suroeste de la capital regional Łódź.